# Lista primarilor din Roman
Aceasta este o listă cu primarii municipiului Roman

## Perioada Principatelor Unite ale Moldovei și Țării Românești
- Ioan C. Agarici, 1846

## Perioada Regatului României
- Ștefan Atanasiu[1]
- Vasile Stepleanu[1]
- Mihail Fundăcescu[1]
- Ion Zamfirescu[1]
- Gheorghe Morțun[1]
- Paul Străjescu[1]
- Gheorghe Vucenic[1]
- Alexandru Vasile Morțun[1]
- Pandele Grigorescu[1]
- Mauriciu Riegler, 1905-1907
- Neculai C. Pipa, 1942[2]

## Perioada comunistă
- Constantin Dimitriu[3]
- Clement Alexandru[3]
- Nicolae Hanganu[3]
- Constantin Rusu[3]
- Ion Bârjoveanu[3]
- Marin Apetrei[3]
- Gheorghe Lețu[3]
- Gherghel Anton, 1968-1978[4]
- Ioan Vlad, 1985-1987[5]

## Perioada post-comunistă
- Constantin Rugină, 1990
- Mihai Macrinici, 1990-1991
- Vasile Adăscăliței, 1991-1992[6]
- Otto Helmut Mayerhoffer, 1992-1996[6]
- Ioan Vlad, 1996-2000[6]
- Dan Ioan Cărpușor, 2000-2008
- Dan Laurențiu Leoreanu, 2008-2017
- Lucian Micu, 2017-2020
- Leonard Achiriloaei, 2020 - 2024
- Dan Laurențiu Leoreanu, 2024 - prezent